# Mala Solina
Mala Solina es una localidad de Croacia en el ejido de la ciudad de Glina, condado de Sisak-Moslavina.

## Geografía
Se encuentra a una altitud de 179 m s. n. m. a 76,4 km de la capital nacional, Zagreb.

## Demografía
En el censo 2011, el total de población de la localidad fue de 15 habitantes.
| Gráfica de población de Mala Solina 1857-2011                       |
|                                                                     |
| Según los censos de población de la oficina estadística de Croacia. |